# Балласт на надводных плавучих средствах

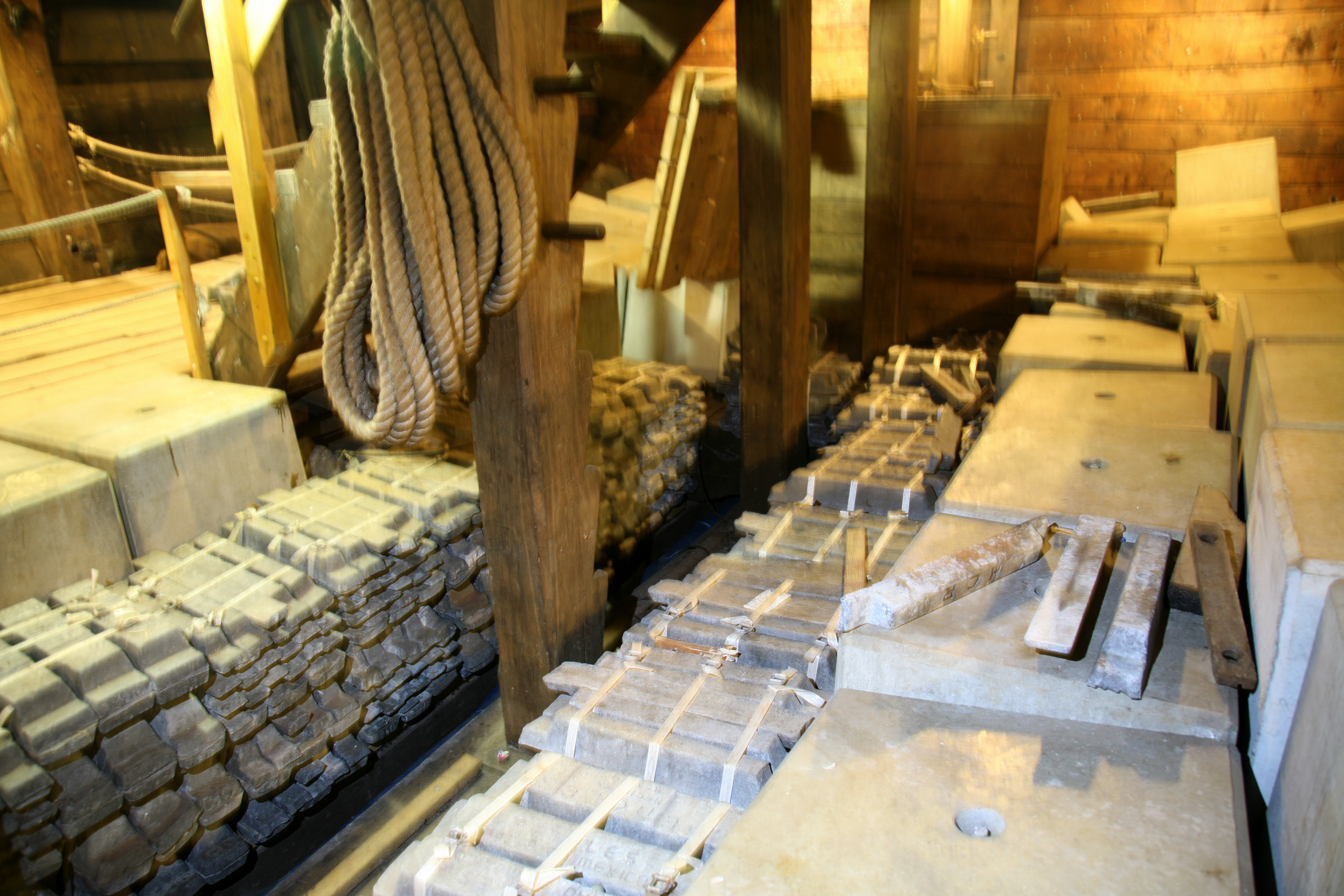
Твердый балласт на современной реконструкции корабля Batavia

Балласт (от нидерл. ballast) — груз, принимаемый на судно (корабль) для обеспечения необходимых мореходных качеств (прежде всего, посадки и остойчивости), в частности когда полезного груза и запасов для этого недостаточно. Различают «переменный» и «постоянный» балласт: для первого обычно используют воду (жидкий балласт), для второго — чугунные чушки, смесь цемента с чугунной дробью, реже цепи, камень и тому подобное (твердый балласт), изредка воду. Грузовые самоходные суда принимают жидкий балласт при плавании без груза («ход в балласте») для увеличения осадки (что нужно для корректной работы гребных винтов) и обеспечения устойчивости на курсе, а при плавании с грузом — для улучшения остойчивости судна. На ледоколах балласт используют для повышения проходимости во льду. Парусные и недостаточно остойчивые суда имеют постоянный твердый балласт.

## Балласт на надводных плавучих средствах
Балласт на надводных плавучих средствах — дополнительный груз на судах, кораблях и прочих плавучих средствах, предназначенный для улучшения остойчивости, для смещения центра тяжести в нужном направлении. На кораблях и судах в качестве балласта раньше выступали камни, мешки с землёй или песком, металлические и прочие тяжёлые изделия. Сегодня в качестве балласта выступает забортная вода, заполняющая балластные цистерны (в торговом флоте их называют «балластными танками»).

### Общепринятые виды балласта на плавучих средствах
Мёртвый балласт заранее заложен в корпус плавучего средства или создан путём утяжеления нижней части плавучего средства (в районе киля). Он предназначен для защиты от человеческого фактора — даже в спокойную погоду можно создать аварийную ситуацию, удалив с плавучего средства весь балласт. К мёртвому балласту можно отнести всё, что не создаёт прочности или производственной необходимости для конструкции — например, залитие нижней части корпуса бетоном.
Твёрдый балласт — это балласт из камней, металла, песка и всего прочего, что не является жидкостью или газом. В настоящее время применяется в основном на очень малых плавучих средствах (например, яхты и шлюпки) из-за невозможности управления количеством балласта. В качестве твёрдого балласта могут применяться балластины различных форм и веса. В XX веке на всех типах судов большое распространение получили литые балластины с потайной ручкой для переноски и весом до 32 кг. Также балласт может изготавливаться в виде нарезанных деталей из стальных листов или заливкой полостей секций различными твердеющими смесями.
Жидкий балласт — это, как правило, забортная вода или вода, погружённая с причала (берега) заранее. Для принятия жидкого балласта на плавучих средствах имеются специальные балластные танки. На танкерах для принятия жидкого балласта могут служить и грузовые танки. Сегодня этот вид балласта имеет наибольшее распространение на плавучих средствах.

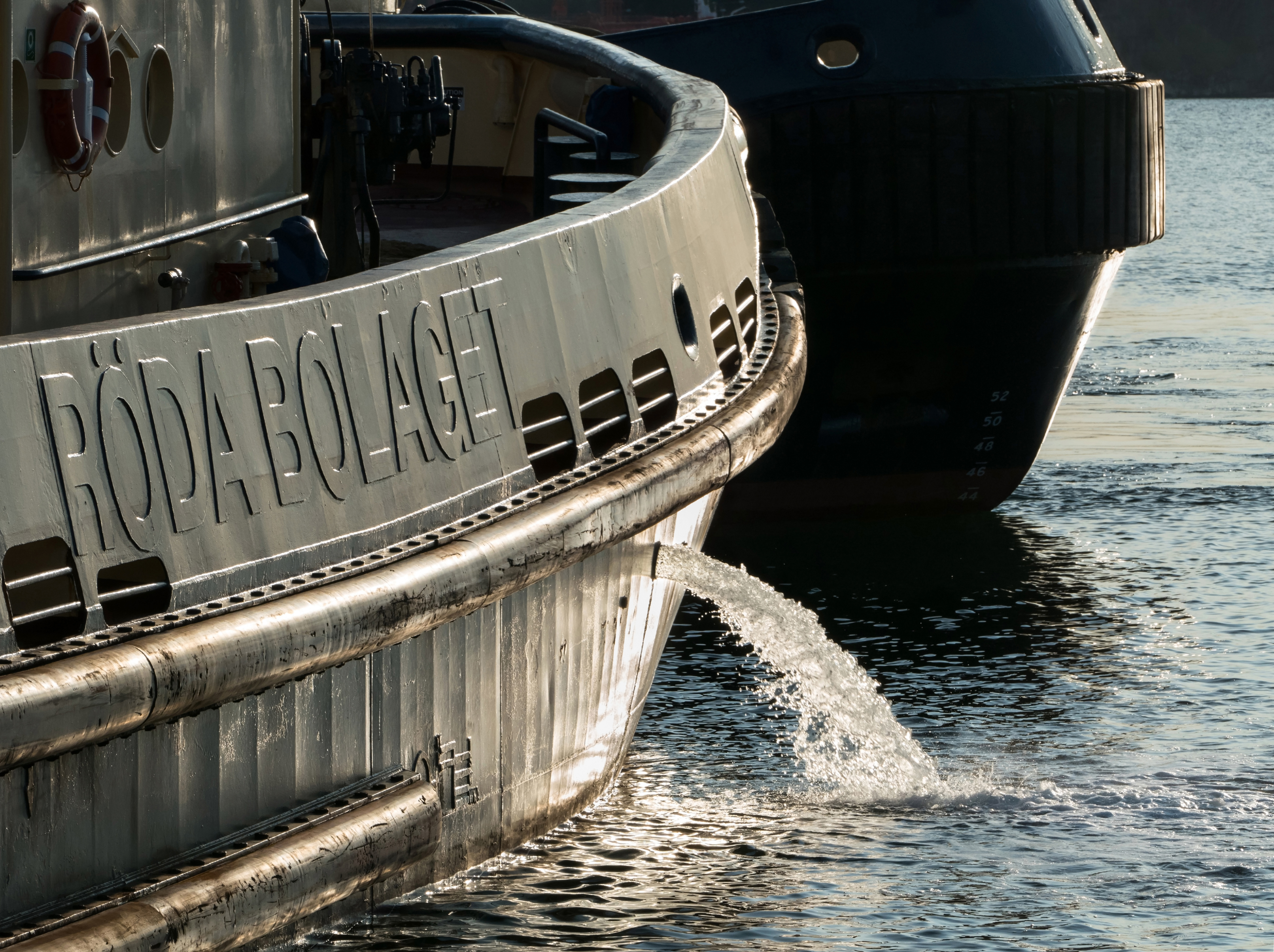
Слив жидкого балласта перед отплытием.

## Случаи операций с жидким балластом
Надо отметить, что на транспортных судах перед и во время погрузки судна производят откатку (сброс) жидкого балласта (ранее, до существования жидкого балласта, выбрасывали на берег твёрдый балласт) для погрузки как можно большего количества груза. Дело в том, что судно имеет определённую плавучесть, которую теряют при утяжелении судна. Если не сбросить балласт, то груз на судно погрузят меньше. Вес судна в балласте меньше, чем вес судна в полном грузу. Балласт обеспечивает судну минимально необходимую остойчивость за счёт утяжеления судна.
Иногда во время погрузки или после погрузки в море судно принимает балласт во избежание потери остойчивости — это в случаях:
- Когда груз достаточно лёгкий и не достаточно его веса для создания оптимальной посадки и остойчивости
- Когда груз очень тяжёлый и есть возможность по весу для судна ещё принять балласт в верхние танки для создания оптимальной остойчивости
- Когда надо выпрямить судно в аварийных ситуациях — когда груз сместился или намок и надо выправить частично крен
- Когда надо создать временно искусственный крен для лучшей откатки балласта, для снятия судна с мели

Также суда принимают или откатывают жидкий балласт в порту или море имея цель:
- Проверить балластные танки на герметичность и проверить работу балластных насосов и трубопроводов (балластной системы)
- Заменить балласт до прихода в порт согласно международной конвенции по предотвращению загрязнения моря МАРПОЛ 73/78

## Виды жидкого балласта и операции с ним согласно международной конвенции по предотвращению загрязнения моря МАРПОЛ 73/78
Согласно международной конвенции по предотвращению загрязнения моря МАРПОЛ 73/78 существуют определённые правила сброса жидкого балласта за борт и разделение балласта на следующие виды:
- Изолированный балласт — это забортная вода, принятая в изолированные балластные танки, имеющие автономную систему выкачки и отдельные, только для этой цели, насосы. Изолированный балласт сбрасывают за борт без ограничения
- Чистый балласт — это забортная вода, принятая в изолированные балластные танки или тщательно вымытые грузовые танки, выкачиваемая за борт через общую балластную систему общими балластными насосами, вне особых районов, на ходу, за 12-мильной зоной, при сбросе на спокойной воде не вызывает появление следов нефти на поверхности воды
- Нефтезагрязнённый балласт — это забортная вода, принятая в грузовые танки, и выкачиваемая за борт через общую балластную систему общими балластными насосами, вне особых районов, за 50-мильной зоной через отстойный танк, под контролем САЗРИУС
- Нефтесодержащий балласт — это балласт, который сильно загрязнён нефтесодержащими остатками настолько, что система САЗРИУС не может обеспечить его откачку за борт согласно норм

Существуют определённые международные правила и требования для производства замены балласта в море, в порту.
Любые операции с балластом (откатка или приём балласта) должны быть записаны в специальный «журнал балластных операций». Для замены балласта создают график замены балласта по танкам с предварительными расчётами по остойчивости (а для очень больших судов и по прочности) и заполняют специальные международные бланки с указанием способа, места замены балласта, его количества и прочими данными.